# Lithophyllum orbiculatum
Lithophyllum  orbiculatum (Foslie) Foslie, 1900  é o nome botânico  de uma espécie de algas vermelhas pluricelulares do gênero Lithophyllum, família Corallinaceae.
- São algas marinhas encontradas na Europa, Argélia, Tunísia, Índia e em algumas ilhas do Atlântico (Madeira e Selvagens).

## Sinonímia
- Lithothamnion orbiculatum  Foslie, 1895
- Goniolithon subtenellum  Foslie, 1899
- Lithothamnion subtenellum  (Foslie) M. Lemoine, 1915
- Pseudolithophyllum orbiculatum  (Foslie) M. Lemoine, 1929
- Crodelia orbiculata  (Foslie) Kylin, 1956